# لورينزو هامبتون
لورينزو هامبتون (بالإنجليزية: Lorenzo Hampton)‏ هو لاعب كرة قدم أمريكية أمريكي، ولد في 12 مارس 1962 في ليك ويلز في الولايات المتحدة.

## وصلات خارجية
- لورينزو هامبتون على موقع مرجع كرة القدم المحترفة.كوم (الإنجليزية)